# Rainer Griesbaum
Rainer Griesbaum (* 4. März 1948) ist ein deutscher Jurist. Er war ständiger Vertreter des Generalbundesanwalts beim Bundesgerichtshof (BGH).

## Leben
Griesbaum wuchs in Karlsruhe auf. Nach Wehrdienst, Studium in Heidelberg und juristischem Vorbereitungsdienst trat er 1977 in den Justizdienst des Landes Baden-Württemberg. Nach Tätigkeiten am Amtsgericht und am Landgericht Karlsruhe war er ab September 1979 als Staatsanwalt in Karlsruhe tätig.
Zur Bundesanwaltschaft wurde er Anfang der 1980er Jahre zunächst als wissenschaftlicher Mitarbeiter abgeordnet. Er war dort insbesondere mit den Ermittlungen gegen Mitglieder der Rote Armee Fraktion, namentlich gegen Christian Klar und Brigitte Mohnhaupt befasst. Nach einer Tätigkeit im Justizministerium kam er 1990 als Oberstaatsanwalt beim BGH zur Bundesanwaltschaft zurück. 1997 wurde er Bundesanwalt in der Terrorismusabteilung und im Mai 2004 deren Leiter. Seit 2007 ist er ständiger Vertreter des Generalbundesanwalts.
Als Generalbundesanwältin Monika Harms im September 2011 in den Ruhestand trat und ihr Nachfolger Harald Range noch nicht ernannt war, amtierte Griesbaum als kommissarischer Generalbundesanwalt.
In der Öffentlichkeit trat Griesbaum insbesondere im Zusammenhang mit dem erneuten Verfahren gegen Verena Becker ab 2008 wegen der Ermordung von Siegfried Buback und seinen Begleitern sowie bei den Ermittlungen gegen den rechtsterroristischen Nationalsozialistischen Untergrund im November 2011 in Erscheinung. 
Am 31. Dezember 2013 ist Rainer Griesbaum in den Ruhestand getreten.